# Viau (Vèbre)
Der Viau ist ein kleiner Fluss im Süden von Frankreich, der im Département Tarn der Region Okzitanien nordwestlich der Stadt Béziers verläuft.

## Geografie

### Verlauf
Der Viau entspringt im nördlichen Gemeindegebiet von Barre, verläuft generell in südwestlicher Richtung durch den Regionalen Naturpark Haut-Languedoc und mündet nach rund 17 Kilometern im Gemeindegebiet von Nages im Stausee Lac du Laouzas als rechter Nebenfluss in die Vèbre. 

### Orte am Fluss
(Reihenfolge in Fließrichtung)
- Barre
- Cantoul, Gemeinde Barre
- Viau, Gemeinde Moulin-Mage
- Moulin-Mage
- Caylus, Gemeinde Murat-sur-Vèbre
- Nages